# Billerica
Billerica – miasto w Stanach Zjednoczonych, w stanie Massachusetts, w hrabstwie Middlesex.